# Neue Zeitschrift für Wirtschafts-, Steuer- und Unternehmensstrafrecht
Die Neue Zeitschrift für Wirtschafts-, Steuer- und Unternehmensstrafrecht (NZWiSt) ist eine deutsche rechtswissenschaftliche Zeitschrift, die monatlich im Verlag C. H. Beck erscheint und 2012 gegründet wurde.
Die NZWiSt publiziert Aufsätze zum Wirtschaftsstrafrecht, Steuerstrafrecht, und Unternehmensstrafrecht und eine breite Rechtsprechung zu den Themengebieten.
Zum Herausgeberkreis gehören Katharina Beckemper, Ministerialdirigent Bernhard Böhm, Jens Bülte, Gerhard Dannecker, Richter am BGH Jürgen-Peter Graf, Rechtsanwältin Gina Greve, Oberstaatsanwältin b. BGH Anke Hadamitzky, Rechtsanwalt Jörg Horney, Richter am BGH Markus Jäger, Rechtsanwalt Thomas Knierim, Richter am BGH Andreas Mosbacher, Rechtsanwalt Klaus Moosmayer, Rechtsanwalt Tido Park, Andreas Ransiek, Thomas Rönnau, Ltd. Regierungsdirektor Stefan Rolletschke, Erster Staatsanwalt Kai Sackreuther, Christian Schröder und Rechtsanwalt Jürgen Taschke.
Die Schriftleitung liegt in den Händen von Rechtsanwalt Thomas Knierim, Katharina Beckemper, Gerhard Dannecker und Jens Bülte. Die Redaktion liegt bei Rechtsanwältin Astrid Lilie-Hutz.
Die Druckauflage beträgt (2015) etwa 1.000 Exemplare. Das Format ist DIN A 4.
Auf einzelne Artikel verweist man durch Angabe des Kürzels „NZWiSt“, des Jahrgangs und der Seite. Bei Verweisen auf Gerichtsentscheidungen, die in der NZWiSt abgedruckt worden sind, wird zusätzlich das Gericht genannt.